# Den Tolmor
Den Tolmor é um cineasta e produtor cinematográfico russo. Como reconhecimento, foi nomeado ao Oscar 2016 na categoria de Melhor Documentário em Longa-metragem por Winter on Fire: Ukraine's Fight for Freedom.